# Androméda (televíziós sorozat)
Az Androméda (eredeti cím: Andromeda) egy amerikai/kanadai science-fiction sorozat, amit a Star Trek alkotója, Gene Roddenberry álmodott meg, Robert Hewitt Wolfe dolgozott ki és Roddenberry özvegye, Majel Roddenberry forgattatott le. Főszereplője Dylan Huntot játszó Kevin Sorbo, aki egy csillagközösségi tiszt, a Felkelő Androméda csillaghajó kapitánya. A sorozatot eredetileg 2000. október 2-án mutatták be és az utolsó rész 2005. május 13-án került adásba. Magyarországon az M1 mutatta be 2001. október 21-én, majd heti rendszerességgel adta a részeket vasárnaponként. Később, 2005-ben az AXN, 2007-ben az AXN Sci-Fi, 2008. január 6-tól pedig a Viasat 3 is műsorra tűzte. Szintén 2008. januárjában az FF Film DVD-n is kiadta az első évadot.
A sorozatot Vancouverben, Kanadában forgatta le a Tribune Entertainment és a Fireworks Entertainment. Androméda egyike a két tv-sorozatnak, amit Roddenberry az 1960-as és 1970-es években alkotott. A Dylan Hunt nevet is többször felhasználta (például: Genesis II-ben vagy a Bolygónk, a Föld-ben). A másik sorozat címe, amit a szerző halála után készítettek a maga után hagyott iratai nyomán: A bolygó neve: Föld.

## Cselekmény
A sorozat évezredekkel a mi időnk után játszódik, amikor egy egész univerzumot átfogó közösség, a Csillagszövetség/Csillagközösség „uralkodik” békés, idealisztikus és utópisztikus módon. A szövetség központja a Tarn-Vedra - itt alakult meg maga a szövetség is. A közösség része világok milliói, többnyire a Tejútrendszerből, a Triangulum galaxisból és az Androméda galaxisból (2.7 millió fényévnyire a Tejútrendszertől). A sorozatban szereplő űrhajók az ívörvényen keresztül képesek a fénysebességnél gyorsabban utazni. Ezeket az utakat a Tarn-Vedráról származó faj építette ki.
A Csillagközösség az élet védelmére létrejött szövetség, melynek célja lehetőség szerinti megegyezéseken alapuló, békés és fejlett civilizáció létrehozása univerzum szerte. Ez a tény okozza a vesztét is. Néhány évvel a történeti szál játszódó idősíkja előtt a Csillagközösség békét kötött a magóg fajjal, amiknek példányait szőrös, torz külső, és vérszomjas, vérengző, vadállatias belső jellemez. Ezzel azonban nem értettek egyet a nietzscheiek, akik nagy károkat és emberáldozatokat szenvedtek a magógtól.
A Csillagközösségben Véderő tisztek szolgálnak a hajókon és más helyeken. A Felkelő Andromédának, a Közösség egyik zászlóshajójának a kapitánya Dylan Hunt (Kevin Sorbo), aki éppen családalapításra készül.
Hadgyakorlatot tart a hajó, amikor hírt kapnak egy nietzscheiek által lakott területen közelgő természeti katasztrófáról. Az Androméda azonnal az ott élők segítségére siet, azonban ott egy nietzschei csapda várja az odaérkező hajót (több tízezer csatahajót gyűjtöttek össze a lázadáshoz). Harc kezdődik, mely során sem az Androméda, sem a Csillagszövetség nem maradhat fenn. Az első tiszt, Dylan legjobb barátja, Gaheris Rhade szintén részese az árulásnak. Miközben a hajót támadják, az Andromédán maradt két személy párbajt vív - az első tiszt és a kapitány. A Felkelő Androméda azonban a fekete lyuk felé veszi az irányt, ahol  megreked az időben körülbelül 300 évre (302-303 évre).
300 évvel később káosz uralkodik galaxis szerte. Az élet értéke semmis lett, győztek az erősek, a gyengék sanyarú sorsúak.
Amikor az Eureka Maru kiszabadítja az Andromédát a fekete lyuk gravitációs vonzásából, először eladásra szánják, ám a megfáradt, roncsolt hajón még van valaki, a kapitánya, aki előtte végzett az első tiszttel (a kezei között halt meg). A szabad mentés során Dylan nem hajlandó átadni a hajót, kénytelen megvédeni. Az Eureka Maru legénysége később átállt megbízójától Dylan Hunthoz, aki végül megoldja a helyzetet. Visszaszerzi hajóját, továbbá az időközben ellopott Eureka Marut is.
Dylan a szövetség újraélesztéséről tartott beszédével az Andromédára (a kiürítés után) új legénységet is szerez. Bár 4000 fő helyett csak 7-en vannak ezután.
És megindul a hajdani Csillagközösség újraélesztése...

## Főbb fajok
- Emberek (Homo sapiens sapiens): Maga az emberi faj.
- Nietzscheiek (Homo sapiens invictus): Drago Museveni által, génsebészet során kitenyésztett faj. Példányai erősebbek, jobbak, mint az átlagember, továbbá életfilozófiájuk egybeesik Friedrich Nietzsche filozófiai felfogásával (róla kapták a nevüket is)
- Vedraiak: A legfejlettebb és legintelligensebb faj, akik létrehozták a Csillagszövetséget és más hasznos dolgot (pl.: ívörvény-technológia és magát a hálózat is). Otthonuk volt a Közösség központja a bukásig, utána elszigetelték magukat.
- Kalderánok: Agresszív faj, akik többnyire pusztításaikról és kártékony tevékenységeikről híresek. Gyíkszerű lények.
- Magógok: Vérszomjas faj, jobban hasonlítanak inkább állatokhoz, mintsem értelmes lényekhez. Lételemük a gyilkolás - így táplálkoznak és szaporodnak. Élőlények húsát eszik, nyersen, méghozzá élő áldozatét. Egyes élő, érző lények testét lárváik keltetésére használják.
- Perszeidák: Értelmes, békés és civilizált nép. Egyike az igen fejlett fajoknak, köszönhetően, hogy a perszeidák nagy figyelmet fordítanak a tudománynak és tudásnak. Szürkés bőr, bőbeszédűség jellemzi őket. Ők ajánlották az emberi fajt az első szövetségbe.
- Trance Gemini faja: Trance egy nap megtestesülése (a Tarn-Vedra napjáé). Egy futurisztikus és enigmatikus lény, akinek kiléte szinte sohasem tisztázott. Nagy hatalommal bír, ám ritkán használja ki adottságait - csak ha feltétlenül szükség van rá. Továbbá látja a jövőt, legalábbis az alternatív jövősíkokat.
- Éjoldaliak (Homálylakók): Megátalkodott, többnyire kereskedők, akiknek kinézete disznóéhoz emlékeztet. Elveik nincsenek a pénz és a hatalom elnyerésén kívül.
- Than: Bogárszerű faj, a régi és az új Csillagközösség tagjai

## Szereposztás

### Főbb szereplők
| Szereplő                                   | Színész                 | Magyar hang                        | Posztja az Andromédán                                 | Jellemzés |
| ------------------------------------------ | ----------------------- | ---------------------------------- | ----------------------------------------------------- | --- |
| Dylan Hunt                                 | Kevin Sorbo             | Kőszegi Ákos                       | A Felkelő Androméda kapitánya                         | Egy véderő tiszt, aki megfagyott az időben 300 évre, ami alatt a régi Csillagközösség széthullott. Miután kiszabadult a fekete lyuk eseményhorizontjáról, nekiáll, hogy visszaállítsa a Közösséget. |
| Rebecca "Beka" Valentine                   | Lisa Ryder              | Spilák Klára, Kiss Erika           | Az Eureka Maru kapitánya és az Androméda első tisztje | Egy makacs, ritka jó pilótatehetséggel megáldott teherhajó-kapitány és csempész, akit hidegen hagynak a törvények és a formalitások, viszont bármit megtenne a legénysége érdekében. Vonakodva csatlakozik az Androméda legénységéhez és eleinte szkeptikus a Közösség visszaállításával kapcsolatban. |
| Tyr Anasazi                                | Keith Hamilton Cobb     | Welker Gábor, Kálid Artúr          | Tüzér tiszt (1-3. évadban)                            | A kiirtott Kodiak klán utolsó sarja; korábban zsoldosként dolgozott. Önfejű és intelligens, mindig óvatosan cselekszik és kizárólag önmagához hű. A 4. évadra mindvégig kétes ügyei elhatalmasodnak és elpártol az Androméda legénységétől. |
| Seamus Zelazny Harper                      | Gordon Michael Woolvett | Csík Csaba Krisztián, Görög László | Gépész                                                | „...egy briliáns, jóképű szerelő...” Mindent javító, többrétű személyiség, többnyire gyerekes és egocentrikus személy, jó kedéllyel. A Földön nőtt fel, megélt egy magóg inváziót és a nietzscheiek rémuralmát. |
| Trance Gemini                              | Laura Bertram           | Orosz Helga, Kisfalvi Krisztina    | Orvos, botanikus                                      | Egy nap megtestesülése (később derül ki a sorozatban). Trance olyasvalaki, aki mondhatni halhatatlan és megvan az ereje a teremtéshez és a pusztításhoz (szinte sohasem használja ezt az erejét), továbbá több, jövőbeli síkon él. Az első évadtól a második évad közepéig egy naiv, barátságos szereplőként ismerhetjük meg; aztán helyet cserél jövőbeli önmagával és személyisége gyökeresen megváltozik. Titokzatos karakter, aki nem hajlandó tisztázni hosszú ideig kilétét, mivoltát. |
| Rev Bem (Reverendáns "Vérpestis" Behémiál) | Brent Stait             | Pálfai Péter                       | Kutatótiszt és tanácsadó (1-2. évadban)               | Egy szokatlanul intelligens magóg, aki az „Úthit” egyik képviselője. Lénye ellentmondásos természetével. Vérszomjas énjét (Vérpestis) kordában tartja, még ha az élete is múlik rajta. Az első évad végén közel áll a visszasüllyedéshez igazi magóggá, majd nem sokkal később elhagyja az Andromédát, hogy ismét megtalálja önmagát. |
| A Felkelő Androméda                        | Lexa Doig               | Kiss Virág, Németh Borbála         | A hajó maga (mesterséges intelligencia - MI)          | Egy mesterséges intelligencia, ami irányítja a hajót és annak tartozékait, berendezéseit. Legtöbbször képernyőkön jelenik meg vagy hologram formájában. Android megtestesülése, Rommie, különáll a hajótól, ám szoros kapcsolatban áll azzal. Érzelmei is vannak. |
| Telemachus Rhade                           | Steve Bacic             | Tarján Péter                       | Tüzér tiszt (4-5. évadban)                            | Egy nietzschei, aki Gaheris Rhade (Dylan első tisztje, aki elárulta az Andromédát a hephaistosi csatában) genetikai reinkarnációja. |
| Doyle                                      | Brandy Ledford          | Árkosi Kati                        | Androméda második megtestesülése (5. évad)            | Egy android, amit Harper készített, miután Rommie elpusztult az Arkhologynál folytatott harcban a magóg világhajó ellen. Sokkal emberibb, mint elődje (eleinte azt sem tudja magáról, hogy android). |

## Szervezetek
- A Géntisztaság Lovagjai - Geniták, egy jól felfegyverzett, fejlett technológiával rendelkező szervezet, melynek célja az emberiség „kigyomlálása”, mégpedig a génmódosított emberek („nehézvilágiak”, nietzscheiek) kiirtása az univerzumból.
- Templomosok - Emberek egy csoportja, akik vissza akarják állítani a bukás által létrehozott állapotok pozitív hatásait (a természetes kiválasztódás stb.). A véderő tisztje, Constanza Stark admirális alapította a szervezetet.
- Gyűjtők - A Közösség adattárát őrző és gyarapító titkos csoport. Több frakcióra szakadtak, az egyik csoport később átveszi a Közösség irányítását és Hunt kapitány ellen fordul.
- Technológiai rendőrség - Egy barbár és kegyelmet nem ismerő szerv, mely a Seefra-rendszerben munkálkodik mindenféle technológiai újítás ellen.
- Véderő - A Csillagközösség fő katonai- és rendfenntartó szerve.

## Epizódok
| Évad | Évad | Epizódok | Eredeti sugárzás     | Eredeti sugárzás | Eredeti adó |
| Évad | Évad | Epizódok | Évadpremier          | Évadfinálé       | Eredeti adó |
| ---- | ---- | -------- | -------------------- | ---------------- | ----------- |
|      | 1    | 22       | 2000. október 2.     | 2001. május 14.  | Syndicated  |
|      | 2    | 22       | 2001. október 1.     | 2002. május 18.  | Syndicated  |
|      | 3    | 22       | 2002. szeptember 21. | 2003. május 12.  | Syndicated  |
|      | 4    | 22       | 2003. szeptember 29. | 2004. május 17.  | Syndicated  |
|      | 5    | 22       | 2004. szeptember 24. | 2005. május 13.  | Sci-Fi      |

## DVD kiadás
2006. augusztus 30-án és október 3-án jelent meg DVD-n, az Andromeda: The Slipstream Collection címmel.